# Nike Seitz

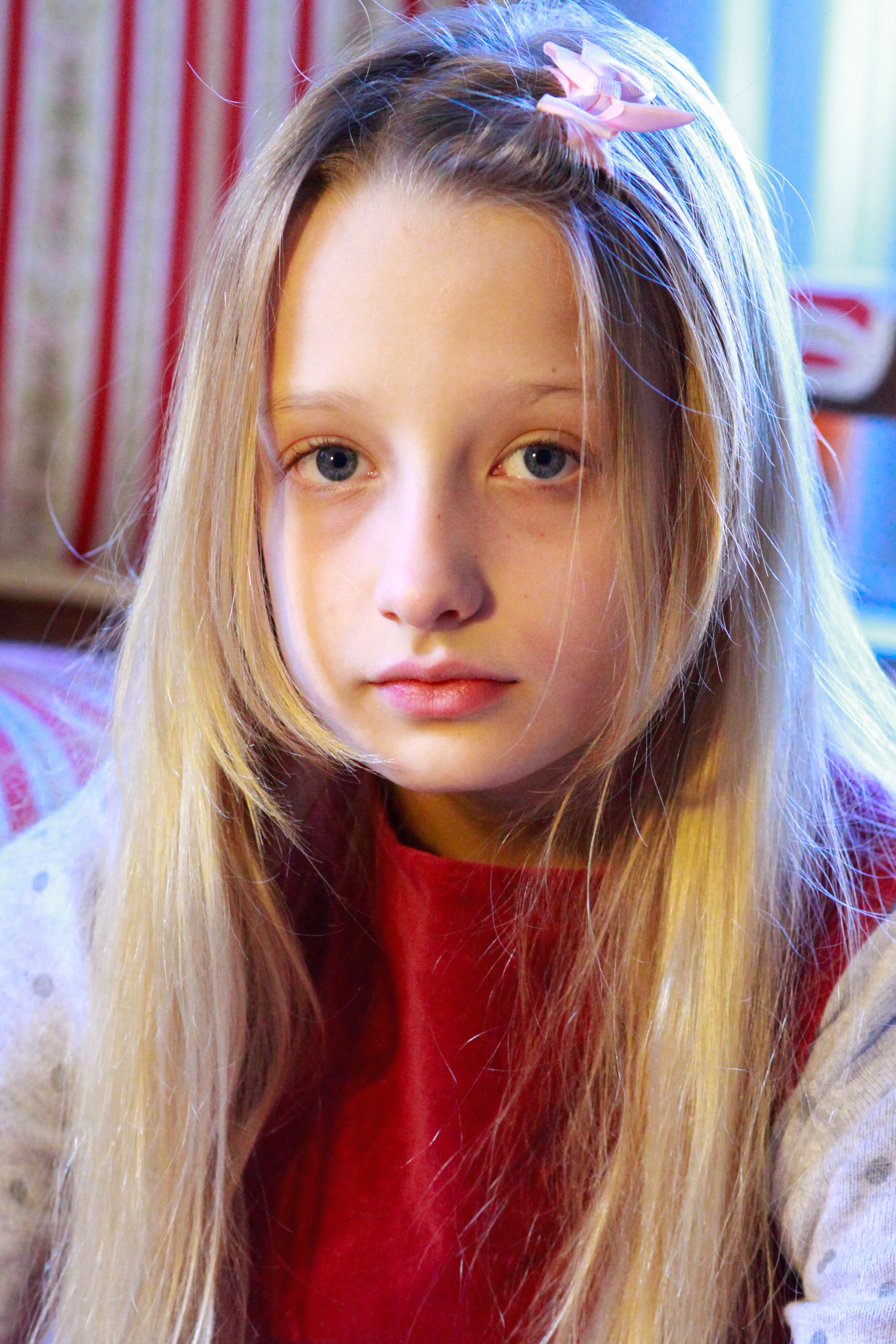
Nike Seitz, 2016

Nike Luisa Imogen Seitz (* 22. Juli 2004 in München) ist eine deutsche Kinderdarstellerin.

## Leben
Nike Seitz ist die Tochter der beiden Journalisten Susanne Hermanski (Süddeutsche Zeitung) und Georg Seitz (Bunte). Sie hat einen älteren Bruder.
Ihre erste kleine Rolle als Mädchens Iris hatte sie im Film Elser – Er hätte die Welt verändert, der im Internationalen Programm der Berlinale 2015 gezeigt wurde.
In der Verfilmung des Romans Hannas schlafende Hunde, die am 9. Juni 2016 in die deutschen Kinos kam, verkörperte sie die Hauptfigur Johanna Berger.
Im Sommer 2016 spielte Seitz das Mädchen Lena Berger in zwei Folgen der dritten Staffel der ZDF-Serie Dr. Klein.
Seitz besucht seit 2014 das Käthe-Kollwitz-Gymnasium München.

## Filmografie
- 2015: Elser – Er hätte die Welt verändert
- 2016: Hannas schlafende Hunde
- 2016: Dr. Klein (ZDF-Fernsehserie)